# Yum! Brands
Yum! Brands, Inc. o più semplicemente Yum! è un'impresa statunitense con sede a Louisville nel Kentucky.
È azienda leader a livello mondiale della ristorazione rapida (fast food) in termini di numero di ristoranti, con circa 33 000 locali in più di 100 paesi (dati inizio 2005).

## Storia
Yum! è stata creata il 7 ottobre 1997, con il nome di Tricon Global Restaurants dopo la scissione da PepsiCo. Raggruppa le catene di ristoranti che PepsiCo avrebbe ceduto dopo la scissione, formando così un nuovo gruppo indipendente.
Nel marzo del 2002, Tricon ha annunciato l'acquisizione di Yorkshire Global Restaurants, la cui sede è a Lexington nel Kentucky, facendo entrare nella famiglia anche Long John Silver's e A&W Restaurants. È per questa occasione che la direzione annuncia l'intenzione di cambiare nome al gruppo. L'acquisizione di Yorkshire è effettiva il 7 maggio 2002 e il 16 maggio successivo, il gruppo cambia formalmente nome per diventare Yum! Brands, Inc..
Nel 2004 la compagnia fonda la catena East Dawning vendendo prodotti di cucina cinese con il modello imprenditoriale del fast food.
Nel 2011 a seguito di un piano del management della Yum! di ridurre gli investimenti sulle catene più piccole per concentrarsi sull'espansione internazionale dei brands più grandi la Long John Silver's è stata venduta ad un consorzio di investitori riuniti nella LJS Partners, due mesi dopo anche la A&W Restaurants è stata venduta alla A Great American Brand.

## Marchi
Il gruppo possiede, tra le altre, le seguenti catene di ristorazione:
| Immagine | Nome                   | Specialità | Paesi     | Numero di ristoranti |
| -------- | ---------------------- | --- | --------- | -------------------- |
|          | Pizza Hut              | Fast food dedicato alla pizza. Recentemente serve anche lasagne, pasta al forno e ali di pollo con salse varie.                                                                                   | Oltre 100 | 12 000               |
|          | Kentucky Fried Chicken | Solitamente conosciuto con l'acronimo KFC, è un fast food le cui ricette vertono principalmente sul pollo fritto croccante del Kentucky famoso per la sua panatura a base di spezie e buttermilk. | 120       | 18 000               |
|          | Taco Bell              | Fast food che serve piatti tipici della cucina Tex-mex. |           | 6 500                |
|          | The Habit Burger Grill | Fast food che serve hamburger grigliati e club sandwich. | USA       | 358                  |

Hanno fatto parte del gruppo anche:
| Immagine | Nome               | Specialità | Paesi                 | Numero di ristoranti |
| -------- | ------------------ | --- | --------------------- | -------------------- |
|          | Long John Silver's | Fast food specializzato nei piatti a base di pesce, crostacei e frutti di mare; venduto alla LJS Partners nel settembre 2011.                                                                           | Stati Uniti d'America | 1 200                |
|          | A&W Restaurants    | Fast food di stampo tradizionale che serve vari tipi di hamburger e hot-dog. Famoso per la sua root beer (letteralmente birra di radice); marchio ceduto alla A Great American Brand nel dicembre 2011. | 16                    | 1 200                |
|          | East Dawning       | Fast food che serve piatti tipici della cucina cinese. Scorporato nella Yum China! nel 2016 | Cina                  | 30                   |

## Co-branding

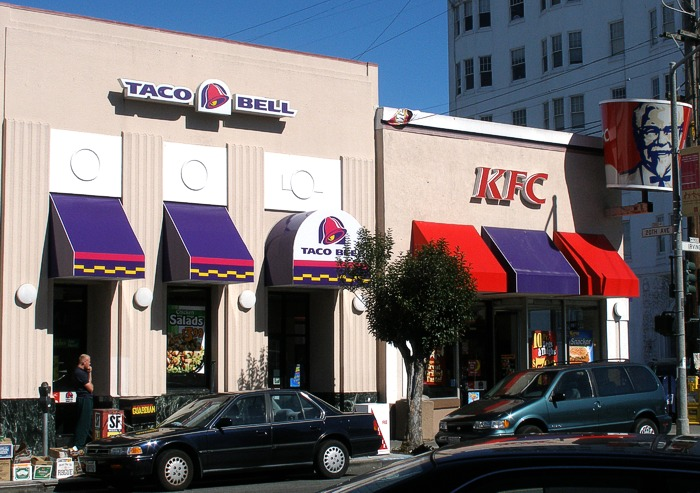
Co-branding: Taco Bell e KFC, quindi nella parlata comune Taco Chickens

La Yum! applica in maniera molto diffusa in tutti gli Stati Uniti una procedura chiamata co-branding, cioè molti ristoranti di proprietà della Yum! condividono lo stabile in cui sono esercitati con altri ristoranti di un altro marchio della casa madre, le varie combinazioni sono così frequenti che nella parlata comune sono indicati con un'unica locuzione, ad esempio
- L'accoppiata Long John Silver's/KFC viene chiamata nella parlata comune Kentucky Fried Silvers
- L'accoppiata Taco Bell/KFC viene chiamata nella parlata comune Taco Chickens.
- L'accoppiata Taco Bell/Long John Silver's viene chiamata nella parlata comune Taco Silvers.

Più raramente ci si trova in presenza di ben tre franchise della Yum! nello stesso stabile, in questo caso:
- Il trio: KFC/Pizza Hut/Taco Bell viene chiamato nella parlata comune KenTaco Hut.